# Metropolis (manga)
Metropolis (メトロポリス?, Metoroporisu) è un manga giapponese di Osamu Tezuka pubblicato nel 1949. È stato adattato in un omonimo lungometraggio, uscito nel 2001.

## Trama
La storia inizia quando il dottor Yorkshire Bell, uno scienziato, nota che i dinosauri, dopo che prosperarono, si estinsero a causa della loro incapacità di adattarsi al cambiamento. I mammiferi giganti, come la tigre dai denti a sciabola e il mammut, apparvero e scomparvero allo stesso modo. Lo scienziato nota inoltre che gli esseri umani, la forma di vita attualmente dominante sulla Terra, hanno una speciale risorsa - l'intelligenza - che ha permesso loro di sopravvivere meglio di tutte le creature che li hanno preceduti. Bell si chiede se, un giorno, gli esseri umani potranno giungere a un punto di non ritorno, ed estinguersi per la medesima incapacità di evolversi ancora.
Nell'estate di un anno indefinito del '900, un bollettino rivela che dopo lunghe indagini la polizia delle Nazioni Unite ha scoperto l'esistenza di una società criminale segreta conosciuta come "il partito rosso", guidata dal maestro del travestimento, il Duca Red. Questa società criminale si è infiltrata nella Conferenza Internazionale degli scienziati tenutasi a Metropolis. Mentre il Duca Red ordina a un suo scagnozzo di seguire il Dr. Charles Lawton, gli scienziati notano che il Sole è coperto da numerose macchie solari, che provocano l'aumento dei  livelli di radiazione.
Lawton torna nel suo laboratorio. Aveva quasi rinunciato ai suoi trentennali esperimenti sulle cellule sintetiche, ma nota che le macchie solari, irradiate sul suo serbatoio di proteine sintetiche, hanno riportato le cellule alla "vita". Così il Duca Red ordina a Lawton di creare un intero corpo umano dal tessuto sintetico, col volto modellato su una statua di marmo, e in possesso di diversi superpoteri. Temendo l'uso da parte delle forze del male della sua creazione, Lawton la porta alla "vita" e distrugge il suo laboratorio, facendo credere al Duca Red che tutto è andata perduto.
In realtà, Lawton aveva salvato l'uomo artificiale, che aveva nel frattempo battezzato con il nome di "Michi", e lo stava allevando come proprio figlio in segreto, grazie a qualche aiuto del dottor Bell. Quando "Michi" si sveglia e va fuori a giocare, salva una ragazza da un camion che le stava venendo addosso. L'uomo artificiale viene assalito da una folla sgomenta, così un ragazzo di nome Kenichi lo trascina nel Museo Dam Dharma, dove c'è la statua sulla quale è stato modellato il suo volto, e cioè "l'Angelo di Roma", la statua con la faccia più bella del mondo e di proprietà del Duca Red.
Il Partito Rosso fa visita a Lawton, provocando il suo ferimento mortale, a cui ha assistito il detective "Moustachio" dal Giappone che, sfortunatamente, ha dovuto rilasciarli perché non aveva mandato di arresto. Lawton mostra a Moustachio un film che raccontava l'intera storia della creazione di Michi, oltre a un diario che descriveva tutti i suoi poteri. Arrivando a casa dei suoi parenti giapponese-americani, scopre che suo nipote, Ken'ichi, ha portato a casa Michi. Rivelando la morte di Lawton e il vero stato paterno, Moustachio affida Michi alle cure di Ken'ichi mentre consulta il sovrintendente generale Notarlin del dipartimento di polizia di Metropolis, che lo presenta all'ispettore di polizia Ganimarl dalla Francia e Sherlock Holmes dall'Inghilterra, Moustachio andò con loro a un avvistamento di mostri dietro museo, dove sono attaccati da topi giganti e si schiantano contro un albero finto che li conduce al quartier generale sotterraneo del Partito Rosso.
Scoperta la sua presenza, Moustachio tenta di scappare, aiutato da Fifi, uno dei robot schiavi del Partito Rosso ma viene catturato e Fifi distrutto. Il Duca Rosso rivela che il Partito Rosso stava sviluppando un'arma chimica chiamata Toron Gas nonché responsabile delle macchie solari artificiali, usando una sostanza chiamata omothenium (che intercetta la gravità) per aumentare la temperatura della Terra abbastanza da sciogliere la calotta glaciale antartica per costruire il loro nuovo quartier generale sul continente sbrinato. Incapace di convincere Moustachio a consegnare Michi, il Partito Rosso lo rinchiude in una camera per diventare la loro prima cavia.
Michi viene presentato come un nuovo studente alla scuola media di Ken'ichi, così come Emmy, la ragazza venditrice di viola che Michi aveva salvato - sconosciuta alla classe, la scuola di Emmy era stata sponsorizzata da uno strano vecchio in cambio di attirare Michi a sua sorella maggiore gangster. A casa, Ken'ichi scopre accidentalmente il diario del dottor Lawton che rivelava Michi come un essere umano artificiale con superpoteri cibernetici da 10.000 cavalli (7.500 kW), incluso il volo indotto dall'elio, branchie nelle orecchie per respirare sott'acqua e un pulsante per il cambio di sesso in gola che Ken'ichi ha testato con successo a casa.
Al dipartimento di polizia di Metropolis, il dottor Yorkshire Bell viene convocato da Notarlin per esaminare i ratti giganti e rivela che animali e verdure giganti stavano crescendo in tutto il mondo a causa delle macchie solari. Holmes arriva per rivelare il Duca Rosso come responsabile delle macchie solari e il suo attuale travestimento: lo strano vecchio che aiuta Emmy. Ganimarl rintraccia l'uomo a casa di Emmy, dove era stato trattenuto per altri soldi dagli amici gangster di sua sorella. Smascherato, il duca Rosso rende Ganimarl privo di sensi e lo ha lasciato sotto mentite spoglie per essere trovato dalla polizia, e ha minacciato la sorella di Emmy di consegnargli Michi.
Di ritorno al quartier generale del Partito Rosso, Moustachio si rende conto che il Toron Gas non era stato rilasciato perché i topi giganti avevano invaso la base sotterranea. Travestendosi dalla pelle di uno dei ratti, Moustachio trova la CPU della base e un robot schiavo in corto circuito. Riattivando il robot, gli ordina di distruggere immediatamente la CPU e quindi distruggere le scorte di cibo e acqua del Partito Rosso al momento giusto, quindi fingendo di essere morto in modo che lo scagnozzo di Duke Red si sbarazzasse del cadavere del topo (con lui dentro).
Ken'ichi e Michi arrivano a scuola per trovare la polizia che interroga Emmy sul fatto che sua sorella appartenga al Partito Rosso. Gli altri scolari hanno appreso del legame criminale della sorella di Emmy e hanno tentato di espellerla, ma Michi l'ha salvata; Emmy ha restituito il favore dicendo a Michi che conosceva la posizione del padre di Michi (ancora rispettando il piano di Duke Red) ma è stata rapita da una vespa gigante. Michi la salvò di nuovo ed Emmy ammise di aver mentito sul padre di Michi. Ken'ichi ha insistito che Emmy rimanesse a casa sua per protezione, ma sua sorella e le sue amiche sono entrate e hanno chiesto a Ken'ichi di portare Michi da loro. Lo fece, attivando prima il cambio di genere di Michi; il gangster è andato via perché volevano Michi il ragazzo, non Michi la ragazza. Dopo che Ken'ichi ha informato Emmy della vera natura di Michi, scoprono che Michi era scappata.
Moustachio arriva al dipartimento di polizia di Metropolis per informare Notarlin e Ganimarl che il Duca Rosso si era infiltrato nella polizia per spiarli come Sherlock Holmes e ha fatto arrestare Notarlin e Ganimarl dalla polizia, dopo aver reclutato più della metà di loro nel Partito Rosso, e ha lasciato Moustachio libero, dicendogli che Michi era scappato e il Partito Rosso doveva inseguirlo. Il Partito Rosso ha utilizzato il proprio quartier generale mobile: l'Atlantis, nave di lusso - per trattenere Notarlin e Ganimarl mentre inseguivano Michi; poco sapendo che la ragazza-Michi si era inconsapevolmente stivata sulla nave, è stata scoperta e reclutata come mozzo-
Michi scopre le vere identità dell'equipaggio e usa la radio della nave per contattare la polizia, che invia un aereo di ricerca con Ken'ichi a bordo per trovarlo. Michi viene catturata e ammette il suo nome Di conseguenza, la mente di Michi scatta e attacca il Partito Rosso, scoprendo che anche lui era a prova di proiettile. Affrontando i robot schiavi del Partito Rosso, Michi li convince a distruggere l'approvvigionamento di cibo e acqua e affondare la nave. Il Partito Rosso tenta di abbandonare la nave ma viene arrestato da Notarlin e Ganimarl, che sono fuggiti dalla loro cella nella confusione, e poi gettati in mare dai robot. Notarlin e Ganimarl, dopo essere fuggiti dall'albero maestro, vedono i robot condannare Duke Red all'incenerimento nella caldaia della nave, poi furono salvati (in qualche modo) dall'aereo di ricerca di Ken'ichi.
Il gruppo è stato poi sconfitto da Michi e testimone della "sua" dichiarazione di guerra contro la razza umana, in marcia verso Metropolis lungo il fondo dell'oceano. Incapaci di contattare Moustachio a causa delle macchie solari che interferivano con le trasmissioni radio, si diressero verso l'isola di Long Boot, dove un membro sopravvissuto del Partito Rosso disse loro che l'emettitore di radiazioni di omothenium aveva creato le macchie solari ma aveva anche ampliato tutta la flora e la fauna, essendo stato i suoi colleghi mangiato dalle formiche giganti. Distruggendo l'emettitore, hanno visto le macchie solari artificiali scomparire proprio davanti ai loro occhi.
Ricevuto l'avvertimento dell'esercito robotico, Moustachio fece dichiarare alla polizia la legge marziale e trasferire la popolazione in rifugi sotterranei. Il dottor Bell ha avvertito Moustachio che un gas velenoso, che ha distrutto i cervelli umani per ridurli ad animali, è stato rilasciato; Moustachio lo riconobbe come gas Toron, Michi e i robot avevano distrutto le bombole di gas sotterranee del Partito Rosso, e tra le prime vittime c'erano i saccheggiatori insieme alla sorella di Emmy.
Michi ha abbattuto i grattacieli di Metropolis a mano mentre i robot schiavi hanno preso le persone a terra. Mentre i normali robot erano facilmente affrontati, Ken'ichi ha tentato di ragionare con Michi, quindi sfidarlo (con successo) usando il judo. Quando Michi ha preso il sopravvento, il suo corpo ha iniziato a fumare ed è caduto dal tetto. Mentre i cittadini volevano la distruzione di Michi, una trasmissione del dottor Bell li informò del crollo mentale di Michi a causa del Duca Red e che stava morendo; poiché le macchie solari erano scomparse, la loro radiazione unica che alimentava le cellule sintetiche di Michi svanì e il suo corpo si stava disintegrando.
Mentre tutti, compresi i compagni di classe di Michi, hanno assistito alla fine della più grande opera d'arte della scienza, il dottor Bell ha riflettuto, come aveva fatto all'inizio della storia, se il progresso dell'umanità fosse in grado di progettare la sua autodistruzione.